# Beaumont-sur-Oise
Beaumont-sur-Oise este o comună franceză, situată în departamentul Val-d'Oise, în regiunea Île-de-France.
Fondată după cucerirea Galiei de către Iulius Cezar, localitatea posedă un important patrimoniu arheologic, scos la lumină în special printr-o vastă campanie de săpături (1989-1999). Face parte dintre aglomerările cele mai cercetate arheologic din nordul Franței.

## Geografie

### Localizare
Beaumont-sur-Oise se află în nordul departamentului Val-d'Oise, aproape de granița cu departamentul Oise, pe malul stâng al râului Oise și la poalele martorului eroziv al pădurii Carnelle, la o distanță în linie dreaptă de 32 km nord de Paris. Distanța rutieră față de capitală este de 39 km pe RD 301, fosta șosea națională 1.
Aeroportul Roissy-Charles-de-Gaulle se află la 34 km pe RD 922, RD 317 și Francilienne.

### Comune limitrofe
| Persan | Persan          | Bernes-sur-Oise Bruyères-sur-Oise |
| Persan |                 | Noisy-sur-Oise                    |
| Mours  | Presles Nointel | Saint-Martin-du-Tertre            |

### Topografie
Cu o suprafață de 5,6 km², teritoriul comunei este relativ mic în raport cu numărul său de locuitori. La nord, acest teritoriu este delimitat de râul Oise, iar orașul, construit în extremitatea sa nord-vestică, se extinde până la râu și la limitele comunei. O parte a centrului vechi al orașului este situată pe un promontoriu în jurul ruinelor castelului, stabilit la o altitudine de aproape 50 m și dominând râul cu peste 25 m. În rest, terenul urcă succesiv de pe malurile râului Oise până atinge marginea pădurii Carnelle la sud, la o altitudine variind între 60 m și 70 m aproximativ. Apoi, relieful urcă într-un mod mai abrupt și devine mai accidentat, culminând la o altitudine de 210 m la intersecția Carnelle, fiind în același timp punctul culminant al departamentului. Acesta este și punctul de întâlnire între patru comune: Noisy-sur-Oise, Saint-Martin-du-Tertre, Presles și Beaumont. Într-adevăr, la vest de oraș, teritoriul comunal se retrage mai mult față de Oise și face o incursiune în pădurea Carnelle, cu o fâșie îngustă de teren de 500 m cuprinzând parcelele 4, 5, 6 și 26. Dar comuna are mai multe zone împădurite, deoarece între pădurea domeniului public și oraș se interpun păduri private. Accesul pietonal la pădurea Carnelle este totuși posibil prin drumul rural nr. 41, care pleacă din drumul Boyenval. În rest, la vest de teritoriul comunal, Beaumont are și o porțiune din câmpia de pe malul stâng al râului Oise, care nu este construită aici. - Beaumont-sur-Oise are zone rezidențiale extinse, dintre care unele prezintă o arhitectură originală și pitorească caracteristică perioadei interbelice, precum și trei cartiere HLM: Boyenval, Le Rac și Duquesnel. La vest, spre Mours, se află o mică zonă industrială între RD 922 și Oise, dar comunele vecine Persan și Chambly au zone de activități de o amploare mult mai mare.

### Climă
În 2010, clima comunei este de tipul climatului oceanic degradat al câmpiilor din Centru și Nord, conform unui studiu al Centrului Național de Cercetare Științifică (CNRS) pe baza unui set de date care acoperă perioada 1971-2000 bazat pe o serie de date din perioada 1971-2000. În 2020, Météo-France a publicat o tipologie a climatului pentru Franța metropolitană, în care comuna este expusă unui climat oceanic și se află în regiunea climatică Sud-vest a bazinului Parisian, caracterizată printr-o ploaie redusă, în special primăvara (120-150 mm) și un iarnă rece (3,5 °C).
Pentru perioada 1971-2000, temperatura anuală medie este de 11,1 °C, cu o amplitudine termică anuală de 15 °C. Cumulul anual mediu de precipitații este de 667 mm, cu 10,6 zile de precipitații în ianuarie și 7,8 zile în iulie. Pentru perioada 1991-2020, temperatura medie anuală observată la stația meteorologică Météo-France cea mai apropiată, situată în comuna Pontoise la 17 km distanță, este de 12,5 °C, iar cumulul anual mediu de precipitații este de 666,7 mm.
Parametrii climatici ai comunei au fost estimați pentru mijlocul secolului (2041-2070) conform diferitelor scenarii de emisie de gaze cu efect de seră, bazate pe noile proiecții climatice de referință DRIAS-2020. Aceștia pot fi consultați pe un site dedicat publicat de Météo-France în noiembrie 2022.

## Urbanism

### Tipologie
La 1 ianuarie 2024, Beaumont-sur-Oise este clasificată ca centru urban intermediar, conform noii grile comunale de densitate cu șapte niveluri definită de INSEE (Institutul Național de Statistică și Studii Economice) în 2022. Aparține unității urbane Persan-Beaumont-sur-Oise, o aglomerație inter-regională care reunește șase comune, dintre care este oraș-centru. În plus, comuna face parte din aria metropolitană a Parisului, fiind una dintre comunele de la periferie, această zonă reunind 1.929 de comune.

### Căi de comunicație și transport

#### Rețeaua rutieră
Principala arteră rutieră din împrejurimile Beaumontului este RD 301, fosta șosea națională 1, parțial transformată în autostrada A16. Cel mai apropiat acces se află în comuna vecină Mours, accesibilă prin RD 922. Această șosea urmează în apropierea Beaumontului un traseu aproape de malul stâng al râului Oise și stabilește legătura cu L'Isle-Adam la sud-vest, precum și cu Noisy-sur-Oise, Asnières-sur-Oise, Viarmes, Luzarches și RD 316 la est. Patru drumuri departamentale leagă Beaumontul de celelalte comune vecine. RD 78 asigură legătura între cele trei orașe principale ale aglomerației, și anume Beaumont, Persan și Chambly. Traversează râul Oise în centrul orașului. Mai în amonte, un al doilea drum traversează râul, RD 929 spre Le Mesnil-en-Thelle, cu racordare la RD 924 spre comunele din amonte de pe malul drept al râului Oise (Bernes-sur-Oise, Bruyères-sur-Oise, Boran-sur-Oise). Alte două drumuri părăsesc centrul orașului spre sud. RD 78, vechiul traseu al RN 1, duce la Mours, Nointel și Presles, iar RD 85 duce la Saint-Martin-du-Tertre și Belloy-en-France, traversând toată pădurea Carnelle.

## Toponimie
Numele localității este atestat sub formele latinizate Bellimontis în 1110, Bellus mons în 1170, Bellus super Ysaram în 1261.
Este o formațiune medievală cu semnificația aparentă de „munte frumos”. Niciun Beaumont, Belmont nu este atestat înainte de secolul al X-lea, ceea ce indică caracterul tardiv al acestor formațiuni toponimice. Les Grandes Chroniques de France citează locul sub numele de Biaumont seur Oise, ceea ce reprezintă o evoluție regulată din franceza veche în secolul al XIII-lea.

## Istorie

### Preistorie
În timpul săpăturilor din oraș au fost descoperite silex cioplite, inclusiv trei unelte. Deși rar, acest material atestă o ocupare a sitului încă din epoca paleolitică. Paleoliticul superior fiind foarte puțin cunoscut în Val-d'Oise, diagnosticul realizat aduce informații deosebit de interesante despre această perioadă.

### Antichitate
Beaumont-sur-Oise, Belmontium ad Isaram, era punctul de confluență al triburilor galice Bellovaci, al căror teritoriu traversa râul Oise, Veliocassi, pe teritoriul Vexin, și Parisii, în câmpia Franței. Un oppidum galic păzea probabil vadul, punct de trecere obligatoriu al râului Oise. Locul cetății Bellusmons trebuie să fi fost situat la est de orașul actual, pe un teren în pantă lină care coboară spre Oise, deoarece în acel loc au fost găsite resturi ale unui pod, vestigii ale drumului roman care mergea de la Lutetia la Bellovacum.
Iulius Cezar a invadat regiunea încă din 57 î.Hr. După cucerire, așezările s-au organizat în funcție de drumurile romane. Astfel, situl era deja un centru urban și o intersecție strategică încă din secolul I d.Hr., pe axa Paris (Lutetia) - Beauvais (Caesaromagus)[20], punct de traversare a râului Oise.
La sfârșitul Imperiului Roman, orașul antic se întindea în fundul văii, în zona actuală a liceului și a cimitirului. Săpăturile arheologice au scos la lumină un drum antic, insule de locuințe (insulae) construite pe pivnițe, puțuri și canale de scurgere, cuptoare de olari (o producție intensivă de ceramică este atestată pe sit), un amfiteatru galo-roman, terme, cimitirul și forumul. Fără îndoială, orașul avea și un port (a fost descoperită o ancoră fluvială din secolul al III-lea). Beaumont-sur-Oise era atunci amenajat după modelul roman clasic, organizat complet după o rețea ortogonală rigidă.
Speronul care domină râul Oise este amenajat într-un mod spectaculos: o incintă galo-romană urcă abruptul stâncos și protejează un mic castru construit pe marginea platoului.
După numeroase vicisitudini, orașul galo-roman a fost ras de pe fața pământului în secolul al III-lea și a lăsat locul unui sat de lemn și paie al olarilor merovingieni. Săpăturile au permis descoperirea și inventarierea a numeroase sarcofage din cimitirul legat de această așezare.

### Evul Mediu

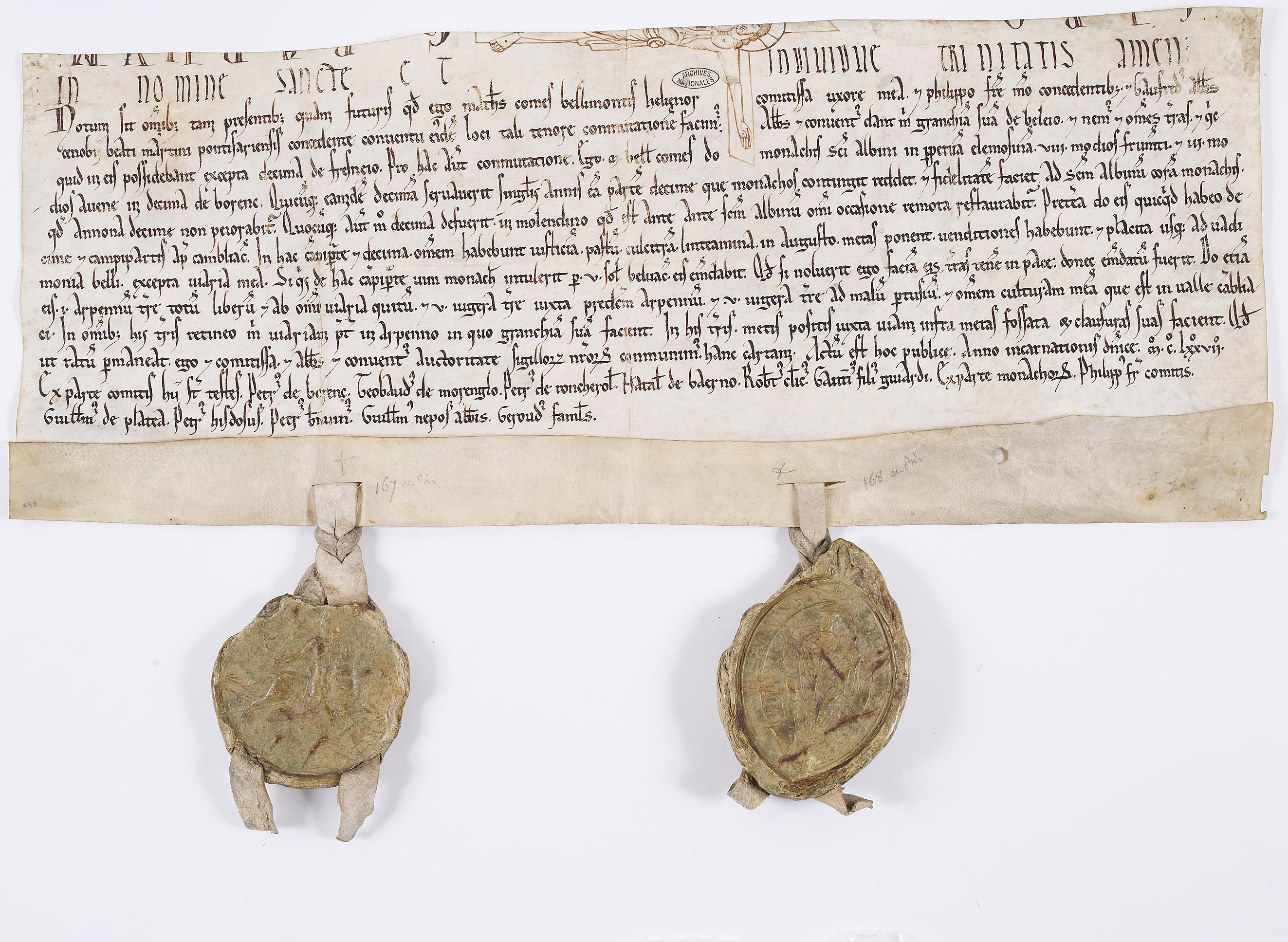
Matthieu al III-lea, conte de Beaumont-sur-Oise și soția sa, Eléonore de Vermandois, fac un schimb de pământuri cu abația Saint-Martin din Pontoise. Odată cu pământurile schimbate, călugărilor li se acordă dreptatea, pastum (dreptul de a fi hrăniți), culcitram (dreptul la o pernă) și linteamina (dreptul la un giulgiu), adică dreptul de a fi hrăniți și de a dormi într-un pat cu saltea și lenjerie, gratuit, în ziua stabilită de obicei. (Arhivele Naționale ale Franței).

După câteva secole de abandon, această platformă este aleasă la începutul secolului al X-lea ca loc de implantare a canonicilor de Saint-Léonor. Este construită o colegială carolingiană, protejată la sud de o mare movilă seniorială, probabil cu un donjon de lemn. Este probabil ca podul de Beaumont-sur-Oise să fi fost construit inițial de călugării de Saint-Léonor în această perioadă. Contele Mathieu I le-a acordat atunci, ca compensație, o rentă perpetuă de o sută de soli parizieni și zece mine de sare. Acest pod susținea patru mori.
Biserica este afiliată ordinului Cluny, devenind ulterior un priorat unde s-au stabilit călugări de la Saint-Martin-des-Champs.
La sfârșitul secolului al XI-lea sau la începutul secolului al XII-lea, turnul este înlocuit de un enorm donjon roman rectangular din piatră (37 m înălțime). Acest donjon, mai înalt decât clopotnița bisericii Saint-Laurent (32 m), servea la depozitarea alimentelor la parter și la adăpostirea apartamentelor seniorului la etaj. Parterul său este prevăzut la est cu un corp avansat în absidă, al cărui etaj adăpostea probabil o capelă castrală. Colegiala se extinde și este construit un claustru.
Jean de Beaumont, ultimul conte de Beaumont, s-a aflat la dreapta regelui Franței, Filip August, în 1214, la bătălia de la Bouvines. În 1222-1223, comitatul este cumpărat de regele Franței. Contele moare fără urmași în 1223, iar comitatul se alătură apanajului regilor Franței și va fi transmis din secol în secol unor membri ai familiei regale, dintre care cel mai cunoscut este probabil Carol I de Orléans.
În 1226, Ludovic al IX-lea (Sfântul Ludovic) devine conte de Beaumont, locuiește în castel și construiește abația Royaumont. La Beaumont-sur-Oise, construiește un zid monumental în locul incintei galo-romane, flancat de turnuri circulare, precum și un pod mobil la vest. Colegiala este dotată cu un clopotniță și o criptă. Orașul Beaumont obține o cartă comunală și prosperă datorită piețelor sale, podului său peste Oise, comerțului său, multiplelor servicii și hotelurilor sale.
În secolele al XIV-lea și al XV-lea, această fortăreață regală, avanpost al Țării Franței, va suferi numeroase asedii, distrugeri și reconstrucții. În timpul Războiului de 100 de Ani, este asediată și ocupată de englezi între 1420 și 1435. Castelul va suferi numeroase alte asalturi, în special în timpul recuceririi sale de către francezi în 1435 și în timpul războiului civil dintre Armagnaci și Burgunzi. În secolul al XVI-lea, orașul este una dintre mizele războaielor religioase care însângerează regiunea. În mai-iunie 1590, în timpul asediului Parisului, castelul și satul sunt asediate de trupele protestante ale lui Henric al IV-lea și cucerite după o lună de asediu.

### Epoca modernă
În secolul al XVIII-lea, comitatul este vândut lui François-Louis de Bourbon, prinț de Conti. În ciuda stării proaste a podului, contele de Conti a decis să efectueze doar o reconstrucție a trei arcade ruinate; lucrările au fost executate în 1735. Contele de Provence, care va deveni Ludovic al XVIII-lea, este ultimul său senior.
Secolul al XVIII-lea vede nașterea ultimei mari transformări a castelului. Odată cu apariția artileriei, armele devin din ce în ce mai puternice, așa că este necesară consolidarea structurii defensive a castelului. Înălțimea donjonului va fi redusă, de la 37 m la aproximativ 5 m. Castelul devine o fortăreață de artilerie. Ulterior, castelul își pierde din grandoare și, în 1815, este clasificat ca abandonat. Fortăreața este demolată și amenajată ca bulevard pentru a răspunde noilor standarde urbanistice.
În 1748 și 1754, epidemii de sudorație miliară sau sudorație picardă ucid peste două sute de persoane.
În 1782, un uragan devastează regiunea.
În 1784, o inundație distruge drumul principal.

### Epoca contemporană
În 1815, în timpul Campaniei din Franța, podul de la Beaumont-sur-Oise este distrus pentru a încetini avansul Aliaților.
În 1825, reconstrucția primăriei este finalizată.
În 1832, epidemia de holeră cauzează optsprezece decese.
În secolul al XIX-lea, Persan, o comună vecină, cunoaște o dezvoltare importantă datorită sosirii căii ferate și creșterii activității sale industriale. În timpul secolului al XIX-lea, Beaumont-sur-Oise, al cărei influență scade astfel, era un oraș de mici meșteșugari, comercianți, muncitori și mică burghezie, în majoritate deschis la idei noi, după cum atestă diferitele municipalități care s-au succedat la conducerea comunei[22]. Sunt create noi cartiere rezidențiale pentru a răspunde creșterii demografice a orașului. Această expansiune este parțial legată de dezvoltarea economică a Persanului. Émile Zola descoperă orașul Beaumont și plasează acțiunea romanului său Le Rêve aici.
Între 1839 și 1844, colonelul Philippe Dervillé, pe atunci primar al Beaumontului, instalează plăcuțele cu numele străzilor și numerele caselor, spalătoria plutitoare, pavează străzile orașului, repară podul, mută cimitirul în afara orașului, construiește școli noi etc. Gara Persan - Beaumont este construită în 1844 și pusă în funcțiune pe 21 iunie 1846.
Între 1839 și 1844, colonelul Philippe Dervillé, pe atunci primar al Beaumontului, a dispus instalarea plăcuțelor cu numele străzilor și a numerelor caselor, a construit spalătoria plutitoare, a pavat străzile orașului, a reparat podul, a mutat cimitirul în afara orașului și a construit școli noi. Gara Persan - Beaumont a fost construită în 1844 și pusă în funcțiune pe 21 iunie 1846.
În 1848, Émile Thomas, directorul biroului central al atelierelor naționale, alesese Beaumont-sur-Oise pentru a-i angaja pe foștii gardieni municipali din Paris, ale căror cazărmi arseseră, într-o fabrică metalurgică pentru a exploata minele de fier pe care le conțineau atunci pădurile învecinate (Decizia consiliului inspectorilor de lucrări ai atelierelor naționale din 12 mai 1848). Muncitorii au fost transportați de compania feroviară Nord. Au existat astfel patru companii de câte două sute douăzeci și cinci de oameni, comandate fiecare de un ofițer superior și locotenenți sau subofițeri. Pe toată durata existenței Atelierelor naționale, foștii gardieni municipali din Paris au rămas la Beaumont-sur-Oise sub conducerea domnului Cloquié: „Locuitorii i-au tratat cu considerația pe care o meritau pe deplin” (Émile Thomas, 1848, Histoire des Ateliers nationaux, Paris, Michel Lévy Frères). În timpul evenimentelor din iunie 1848, au fost aduși înapoi la Adunarea Națională de generalul Cavaignac. Ulterior, au format la Versailles corpul de jandarmerie mobilă și au participat la lovitura de stat din decembrie 1851.
În timpul războiului din 1870, prusacii au jefuit orașul pe 21 septembrie 1870, apoi l-au ocupat între 16 și 24 decembrie 1870 și între 3 și 11 martie 1871.
Pe 6 septembrie 1914, postul de gardă al podului (care s-a prăbușit) a deschis focul asupra a două automobile încărcate cu bărbați îmbrăcați în gri.
Podul de la Beaumont-sur-Oise, mult timp singurul punct de trecere de pe un mal pe celălalt, a fost distrus de armata franceză pentru a împiedica trecerea invadatorilor germani. Pe 10 iunie 1940, în timpul Bătăliei Franței, trupele franceze, în special Regimentul 89 Infanterie, au aruncat în aer podul de la Beaumont-sur-Oise și au apărat trecerea pe 11, 12 și 13 iunie.
Numeroase bombardamente au lăsat unele cartiere ale orașului în ruine, ceea ce a obligat municipalitățile din a doua jumătate a secolului al XX-lea să reconstruiască o parte a orașului. Pe 1 mai 1944, aproximativ o sută de Avro Lancaster ale RAF au bombardat gara de triaj Chambly. Pe 29 august 1944, Regimentul 120 al Diviziei 30 Infanterie Americană a eliberat Presles, Nointel și apoi Beaumont-sur-Oise.

#### Cazul Adama Traoré
În iulie 2016, cinci zile de revolte au lovit cartierul Boyenval după moartea lui Adama Traoré. Potrivit procuraturii din Pontoise, aproximativ șaizeci de focuri de armă au fost trase cu o pușcă de vânătoare de calibrul 12. 59 de polițiști și jandarmi au fost direct loviți de focuri, dintre care șase au fost răniți ușor.
Adama Traoré, în vârstă de 24 de ani, a murit pe 19 iulie 2016 la secția de jandarmerie din Persan, în urma arestării sale la Beaumont-sur-Oise în condiții încă neelucidate. Moartea sa a luat o dimensiune judiciară în urma depunerii de plângeri privind un posibil omucidere involuntară, apoi presupuse obstrucționări ale anchetei.
În zilele următoare decesului au avut loc mai multe nopți de ciocniri la Beaumont-sur-Oise și în comunele vecine. Pe 22 iulie, un marș alb a adunat peste 1.500 de persoane pe străzile comunei.

## Populația și societatea

### Date demografice
Evoluția numărului de locuitori este cunoscută prin recensămintele populației efectuate în comună începând din 1793. Pentru comunele cu mai puțin de 10 000 de locuitori, un recensământ al întregii populații este realizat la fiecare cinci ani, populațiile legale pentru anii intermediari fiind estimate prin interpolare sau extrapolare.
În 2022, comuna număra 9 931 locuitori, în creștere cu +3,48 % față de 2016 (Val-d'Oise: +4 %, Franța fără Mayotte: +2,11 %).
| An        | 1793  | 1821  | 1841  | 1856  | 1876  | 1886  | 1901  | 1921  | 1936  | 1962  | 1982  | 2006  | 2014  | 2022  |
| --------- | ----- | ----- | ----- | ----- | ----- | ----- | ----- | ----- | ----- | ----- | ----- | ----- | ----- | ----- |
| Populație | 2 106 | 1 850 | 2 022 | 2 328 | 2 696 | 2 991 | 3 848 | 4 976 | 5 449 | 6 778 | 8 004 | 8 776 | 9 663 | 9 931 |

## Cultură locală și patrimoniu

### Locuri și monumente
- Biserica Saint-Laurent (clasificată monument istoric prin lista din 1862[39])

Datează din secolul al XII-lea, dar a fost modificată de mai multe ori. Baza unui mic clopotniță la nord datează din anii 1130-1140, iar corul cu absidă plată din 1150.
Clopotnița renascentistă a fost ridicată la sud de fațadă în secolele al XV-lea și al XVI-lea; este acoperită cu o cupolă cu lanternou din piatră. Cu o înălțime de peste 32 de metri, biserica domină valea râului Oise. Edificiul posedă rare nave laterale duble din secolul al XIII-lea. Arhitectura navei centrale se inspiră din Notre-Dame de Paris, în special în alegerea unui șir de coloane surmontate de capiteluri cu cârlige, în absența transeptului și în concepția unei abside fără capelă.
Aici se găsește, printre altele, un relicvar care ar conține moaștele Sfântului Laurențiu.
- Fostul castel feudal din Beaumont-sur-Oise (clasificat monument istoric în 1999[41])

Este unul dintre cele mai importante din valea râului Oise. Are un donjon roman rectangular cu contraforturi plate de douăzeci și cinci de metri înălțime și cinci metri lățime. Probabil a fost ridicat de contele Mathieu (1090-1151) pentru a înlocui o structură anterioară din lemn, a cărei existență este atestată cel târziu în secolul al X-lea. Structura defensivă a castelului a fost consolidată și mai mult în secolul al XVIII-lea, dar fortăreața nu mai era decât o ruină în secolul al XIX-lea. Castelul nu poate fi vizitat în interior, dar poate fi admirat din trei părți de pe stradă și din parcarea din Place du Château, care ocupă de altfel jumătate din vechea suprafață a clădirii, acolo unde a fost cel mai puțin bine conservată.
- Hotelul Croissant de la numărul 2, rue Basse-de-la-Vallée (înscris pe lista monumentelor istorice în 1984[43])

Este o fostă stație de poștă pe drumul de la Paris la Beauvais. În timpul lucrărilor de restaurare a Hotelului Croissant, a fost descoperit un zid medieval care ar data din secolul al XV-lea, sau chiar din secolul al XIV-lea. În această perioadă a apărut poșta cu cai. Această descoperire ar confirma astfel existența stației de poștă sub domnia lui Ludovic al XI-lea. Sub Ludovic al XIII-lea, serviciul de stații de poștă este pus la dispoziția călătorilor. Pentru a semnala că hotelul este deschis noaptea, deasupra porții se plasează un croissant de metal care indică faptul că este deschis zi și noapte, de unde și numele clădirii. Pe 13 iulie 1680, „Regele Soare” se oprește aici pentru a se odihni. În 1830, Hotelul Croissant devine o școală care putea găzdui până la nouăzeci de elevi. În 1992, devine proprietatea orașului Beaumont. Înscris pe lista monumentelor istorice, găzduiește din 2014 Casa Patrimoniului din Beaumont-sur-Oise.
- Cinematograful „Le Palace”, strada Paris (înscris pe lista monumentelor istorice în 1990[44])

Construit în 1914 folosind o structură metalică de la Expoziția Universală din 1900, și-a deschis în cele din urmă porțile în 1928, încă pe vremea filmului mut. Succesul său a fost atât de mare încât, în 1936, i s-a adăugat un balcon pentru a amenaja cabina de proiecție deasupra holului de intrare. În același timp, fațada sa a fost complet refăcută, fiind caracteristică stilului Art Déco. Cântărețul și actorul Eddy Mitchell a realizat aici mai multe seri ale emisiunii sale La Dernière Séance, care prezenta, între 1982 și 1998, filme din anii cincizeci și șaizeci în condițiile cinematografelor de cartier de atunci. Cinematograful „Le Palace” a fost folosit și pentru filmul La Cité de la peur pentru scena flashback alb-negru.

### Alte elemente de patrimoniu

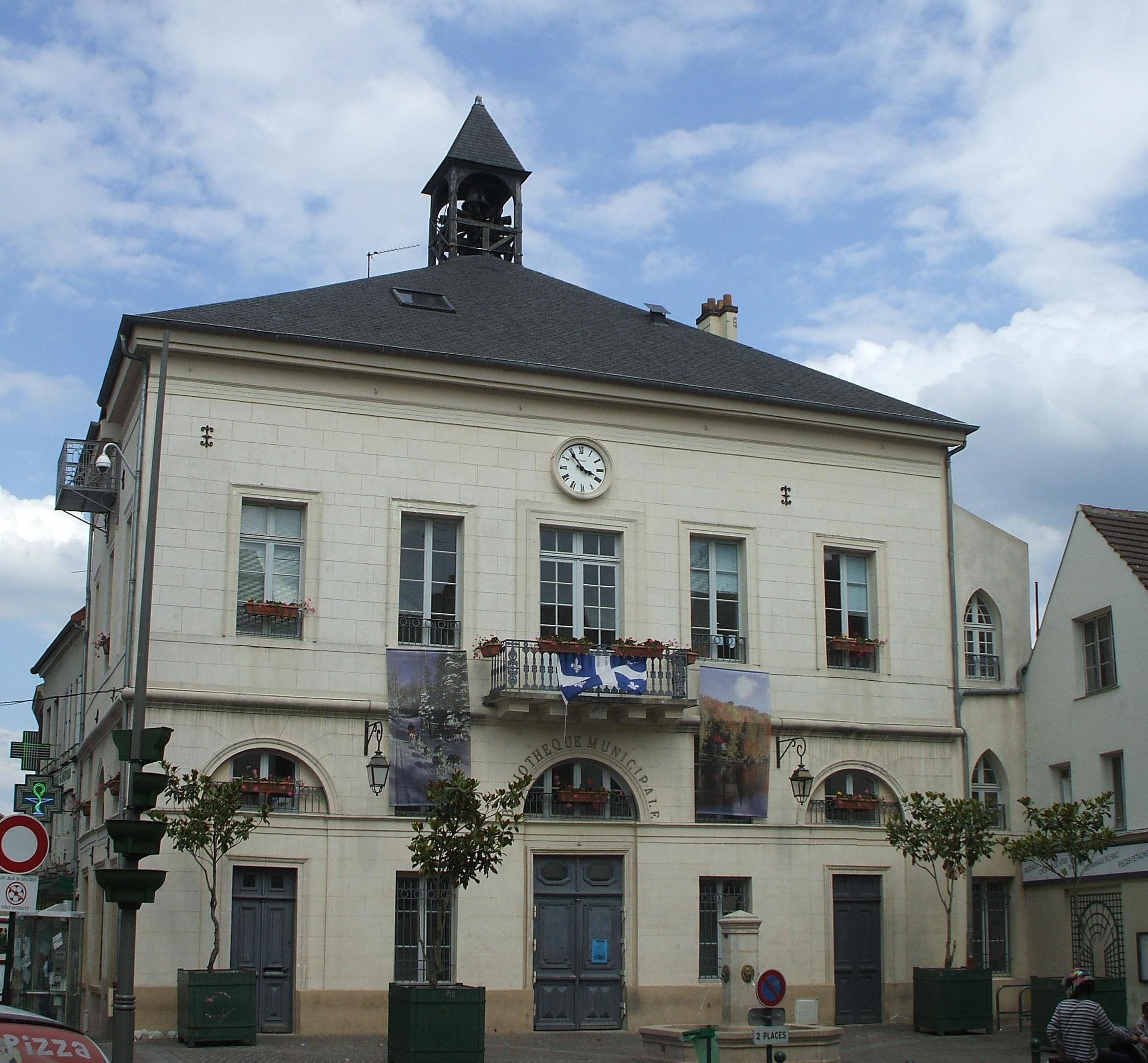
Biblioteca, în fosta primărie.

- Fosta primărie, din prima jumătate a secolului al XIX-lea, piața Gabriel-Péri din „orașul vechi”

Este o clădire destul de sobră în stil clasic, cu un etaj cu tavane înalte și un mezanin. Mica clopotniță din vârful acoperișului, ceasul și balconul din mijlocul etajului permit încă identificarea ușoară a fostei utilizări a acestei clădiri emblematice. Primăria s-a mutat în actualele sale sedii din „Castel Fleuri” în 1947, iar vechea primărie servește astăzi drept bibliotecă municipală.
- O casă veche (8, rue Albert-Ier) prezintă zidăria sa cu panouri de lemn; se crede că datează din secolul al XVI-lea[42].
- Vestigiile amfiteatrului galo-roman pe situl liceului Évariste Galois.

Inițial a fost construit un teatru în secolul I. Un secol mai târziu, edificiul este transformat în amfiteatru, pentru a putea găzdui lupte cu animale și poate cu gladiatori. Există vestigii ale zidurilor, ale carcerelor (săli de serviciu de o parte și de alta a arenei, închise cu gratii mobile), ale unui mic sacellum (capelă).
Amfiteatrul este abandonat la sfârșitul secolului al III-lea. Este unul dintre cele mai mici cunoscute în Galia: arena măsoară 23,6 m pe axa mare, cu un zid de fațadă lung de 50 m. Astfel, putea găzdui aproximativ 1.500 de spectatori (cel de la Genainville putea conține aproximativ 4.000).
- Fațada spitalului Saint-Paul din 1897, situat la intersecția străzilor Hadancourt și Edmond-Turcq, este opera arhitectului Prevost. Spitalul a fost extins în perioada 1930-1931[45], apoi modernizat succesiv, devenind actualul „Centru spitalicesc intercomunal Portes de l'Oise”.
- Monumentul eroilor și victimelor celor două războaie mondiale, piața Guy Môquet

A fost ridicat după Primul Război Mondial, în 1920, apoi adaptat după Al Doilea Război Mondial. Monumentul are o calitate artistică rară pentru acest tip de monumente; constă într-o stelă mare cu un basorelief reprezentând un soldat mort, ținând un drapel francez într-o mână. Accentul este pus pe sacrificiul uman și nu pe soldatul triumfător, contrar uzanței obișnuite a epocii. Dedesubt se poate citi următoarea inscripție: „Glorioaselor victime ale războiului. Orașul Beaumont recunoscător”. În vârful stelei, o placă de marmură poartă inscripția: „Omagiu al locuitorilor din Beaumont eroilor morți pentru Franța 1914-1918 - 1939-1944. Oraș eliberat pe 30.8.1944”. În cimitir a fost ridicat un al doilea monument, dedicat în special victimelor celor două războaie care se odihnesc acolo.
- Un menhir de aproximativ trei metri înălțime, pe strada Alphonse-et-Louis-Roussel (D 85), la ieșirea din oraș spre pădurea Carnelle.
- Lacul Beaumont-sur-Oise, numit și „lacul de ciment”

Este proprietatea companiei de ciment Calcia. Cu o suprafață de treisprezece hectare și o adâncime de treizeci de metri (unic în Île-de-France), lacul corespunde descoperirii pânzei freatice într-o carieră de cretă. Săparea sa a fost realizată la începutul secolului al XX-lea pentru a alimenta o fabrică de ciment.
Apa a apărut în anii 1930, iar în 1950 lacul ocupa jumătate din sit, ajungând în anii 1960 la dimensiunile sale actuale. Exploatarea a încetat în 1968.
De atunci, situl a redevenit natural și găzduiește o biodiversitate importantă. Primăria a dorit să umple lacul și să amenajeze situl. Din 2014, situl aparține și este gestionat de federația națională de scufundări, care a curățat situl cu ajutorul voluntarilor.

### Personalități
- Mouhamadou Fall (1992), născut la Beaumont-sur-Oise, atlet francez, campion al Franței la 100 m și 200 m.
- Presnel Kimpembe (1995), născut la Beaumont-sur-Oise, fotbalist francez care joacă la Paris-Saint-Germain.